# Tony Manero (pel·lícula)
Tony Manero és un film xilè de l'any 2008 del director Pablo Larraín. Compta amb la participació dels actors Alfredo Castro, Amparo Noguera, Héctor Morales, Paola Lattus i Elsa Poblete, entre d'altres. Va ser l'entrada oficial de Xile com Oscar a la millor pel·lícula de parla no anglesa per a la 81a cerimònia de lliurament dels Premis de l'Acadèmia, però no va aconseguir ser part de la llista curta.

## Sinopsi
És una pel·lícula sobre un home d'uns 50 anys obsessionat amb el personatge Tony Manero, encarnat per John Travolta en la pel·lícula Febre del dissabte nit, dedicat a simular els seus modismes i els seus grans desplegaments de ball.
És una pel·lícula ambientada a Santiago de Xile en plena dictadura militar d'Augusto Pinochet, en la qual el cineasta Pablo Larraín s'esforça a atorgar un mantell de decadència, violència i foscor, pròpies de l'època.
Raúl Peralta és el personatge principal de la pel·lícula, un tipus de simple parlar la principal preocupació del qual és encarnar el més fidelment al seu ídol —Tony Manero. Viu en una pensió de mig pèl que compta amb un petit escenari que els serveix per a assajar les seves rutines de ball i on presentaran la coreografia principal de la pel·lícula nord-americana.
Quan comença la trama, Peralta està intentant participar en un concurs d'un popular programa de televisió (Festival de la una) que cada setmana busca "el doble de" i aquesta vegada es busca al doble de Tony Manero.
Els seus esforços per emular al seu ídol i per aconseguir guanyar el concurs fan que la pel·lícula es desenvolupi sota un prisma bifocal que mostra els pocs escrúpols del personatge i la crua realitat del seu entorn.

## Repartiment

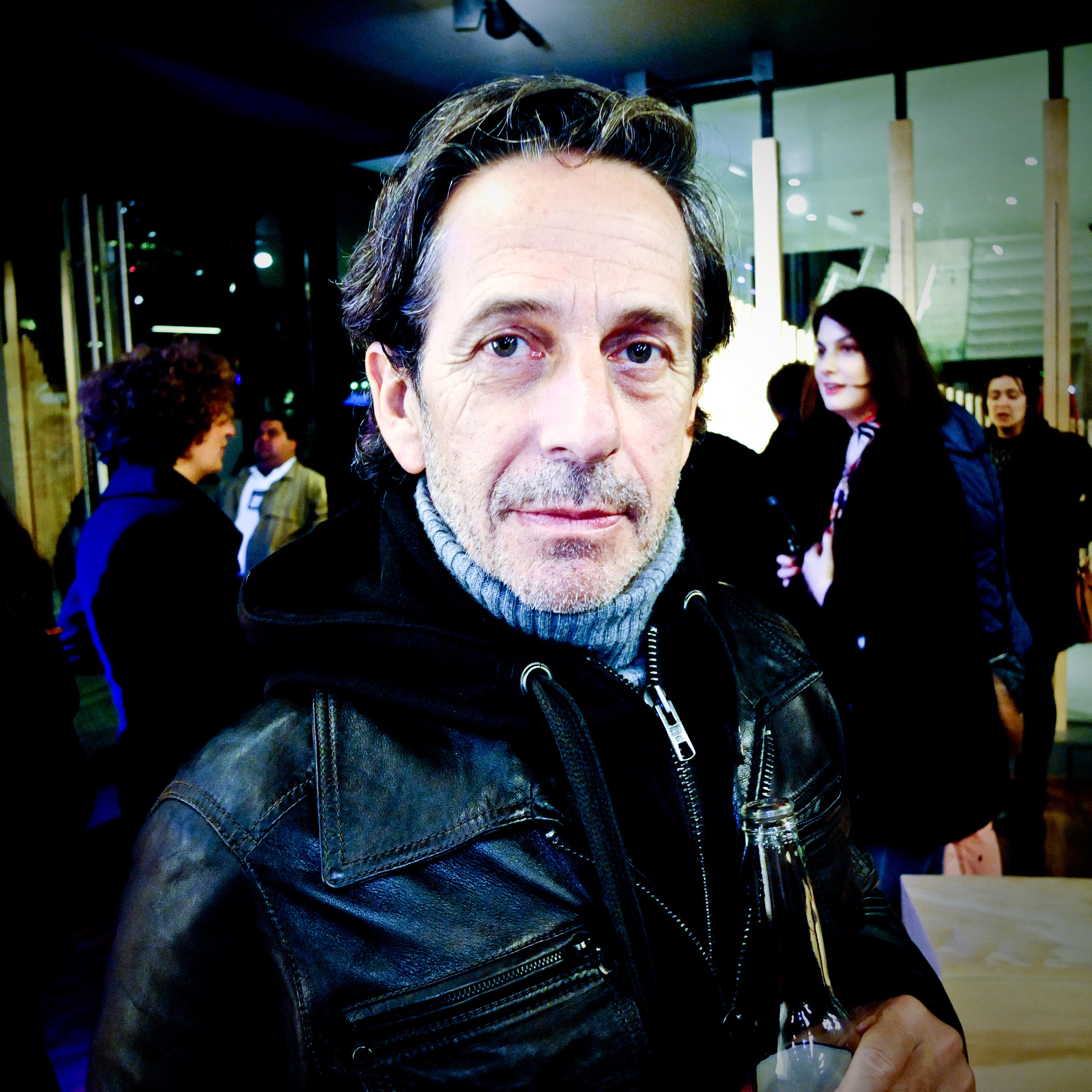
Alfredo Castro, actor que interpreta a Raúl Peralta.

- Alfredo Castro com Raúl Peralta.
- Amparo Noguera com Cony.
- Hector Morales com Goyo.
- Elsa Poblete com Wilma.
- Paola Lattus com Pauli.
- Marcelo Alonso com Rumano.
- Maité Fernández com María.
- Antonia Zegers com Productora TV.
- Marcial Tagle com Vidrer.
- Rodrigo Pérez com Agent CNI 1.
- Pancho González com Agent CNI 2.
- Luis Uribe com Enrique.
- Greta Nilsson com Caixera.

## Premis
Festival de Cinema de Torí
| Any  | Categoria                 | Persona        | Resultat   |
| ---- | ------------------------- | -------------- | ---------- |
| 2008 | Millor Pel·lícula         | Pablo Larraín  | Guanyadora |
| 2008 | Millor Actuació Masculina | Alfredo Castro | Guanyador  |

Festival Internacional de l'Havana
| Any  | Categoria                  | Persona        | Resultat   |
| ---- | -------------------------- | -------------- | ---------- |
| 2008 | Grand Coral - Primer Premi | Pablo Larraín  | Guanyadora |
| 2008 | Millor Actor               | Alfredo Castro | Guanyador  |

Festival Internacional de Cinema de Varsòvia
| Any  | Premi                    | Persona       | Resultat  |
| ---- | ------------------------ | ------------- | --------- |
| 2008 | Premi Especial del Jurat | Pablo Larraín | Guanyador |

Premi Ariel
| Any  | Categoria                        | Persona       | Resultat |
| ---- | -------------------------------- | ------------- | -------- |
| 2009 | Millor Pel·lícula Iberoamericana | Pablo Larraín | Nominada |

Festival Internacional Cinemanila
| Any  | Categoria    | Persona        | Resultat  |
| ---- | ------------ | -------------- | --------- |
| 2009 | Millor Actor | Alfredo Castro | Guanyador |

Festival Internacional de Cinema d'Istanbul
| Any  | Categoria         | Persona       | Resultat   |
| ---- | ----------------- | ------------- | ---------- |
| 2009 | Millor Pel·lícula | Pablo Larraín | Guanyadora |

Festival Internacional de Rotterdam
| Any  | Premi     | Persona       | Resultat  |
| ---- | --------- | ------------- | --------- |
| 2009 | Premi KNF | Pablo Larraín | Guanyador |